# Уилсон, Рики
Чарльз Ричард Уилсон более известный как Рики Уилсон (род. 17 января 1978 года, Китли, Уэст-Йоркшир, Великобритания) — британский рок-музыкант, один из основателей и фронтмен группы Kaiser Chiefs. В группе он также пишет песни и музыку.

## Биография
Чарльз Ричард Уилсон родился «в день, когда Джон Лайдон объявил о выходе из Sex Pistols». Учился в средней школе Лидса, крупнейшего города Уэст-Йоркшира. Там же он поступил в университет, после окончания которого он три года работал в магазине одежды, чтобы заработать денег. В течение года Рики также преподавал в Лидском колледже искусств.
С будущими партнёрами по группе — Ником Ходжсоном, Ником Бейнсом и Саймоном Риксом — Рики познакомился ещё в 11-летнем возрасте. С Бейнсом Уилсон вместе учился в университете. Четверо весело проводили время: они посещали ночные клубы, объединённые любовью к рок-музыке 1960-х годов — Brighton Beach и Move On Up. На одном из таких посещений они познакомились с гитаристом Эндрю Уайтом.
В 1998 году пятеро друзей решили создать группу. Так появилась группа Runston Parva, названная в честь одного Йоркширского селения. Затем название сократилось до Parva. Был подписан контракт с лейблом Mantra Records, который, записав всего три альбома, обанкротился.
Осенью 2003 года Parva сменили название на Kaiser Chiefs. Группа была так названа в честь южноафриканского футбольного клуба Кайзер Чифс, за которую первоначально играл Лукас Радебе, выступающий за родной для группы ФК Лидс Юнайтед. В мае 2004 года сингл группы Oh My God занял 66 место в чартах Billboard. В следующем году в группу пришёл продюсер Стивен Стрит, с аранжировками которого вышел первый альбом группы Employment, получивший три музыкальные премии Brit Awards. Второй альбом группы стал № 1 в Великобритании и поднялся на 45 место в США. В октябре 2008 года вышел третий альбом группы Off With Their Heads. В 2011 году был выпущен ещё один альбом — The Future Is Medieval, а 31 марта 2014 года — альбом Education, Education, Education & War.
19 сентября 2013 года было объявлено, что Рики Уилсон станет одним из тренеров—наставников британского телешоу The Voice (чьим аналогом в России является популярное шоу «Голос»).

## Личная жизнь

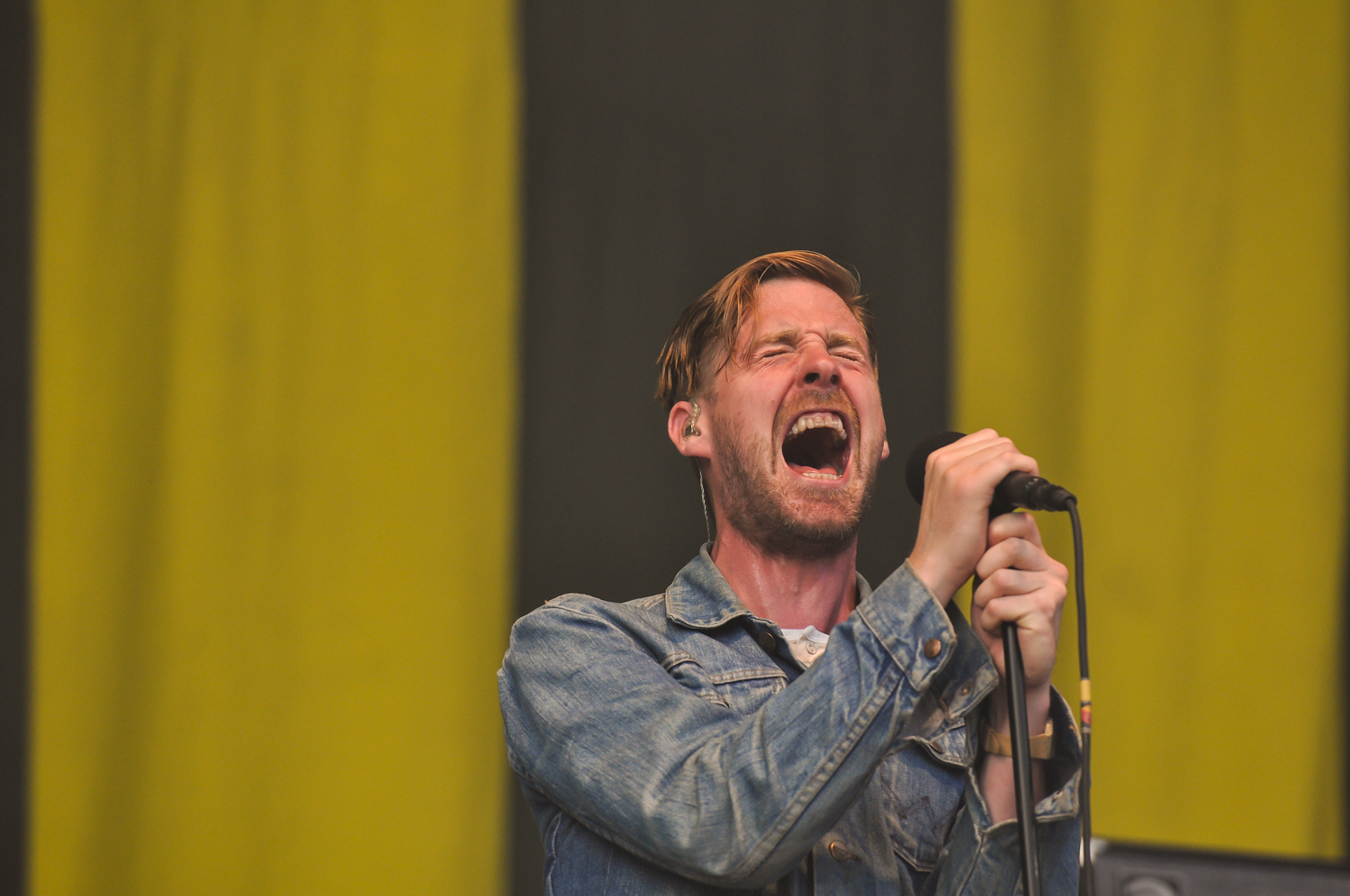
Уилсон в июле 2013 года

Рики долго встречался с Флер Феккес, но в 2006 году они расстались. С 2010 по 2015 год он находился в отношениях с Лесли Уильямс. С начала 2015 года Уилсон находится в отношениях со знаменитым стилистом, Грейс Зито. Они обручились в апреле 2018 года.
Уилсон — прирождённый руководитель. Он строго следит за дисциплиной в группе и даже наказывает за опоздания на репетицию денежными штрафами. Уилсон обладает особым стилем в одежде (полосатые блейзеры, жилетки в сочетании с джинсами и туфлями), который не раз вызывал восторг публики. На каждом концерте Рики исполняет свой фирменный прыжок.
Сценический прыжок Уилсона однажды спас ему жизнь (в Лидсе в 2006 году): переходя дорогу на зелёный свет, он не заметил приближающийся на огромной скорости автомобиль. Когда он увидел его, он не растерялся и сделал свой фирменный прыжок, что позволило избежать серьёзной травмы: автомобиль задел музыканта крышей. Уилсон отделался ушибом лодыжки и уже спустя месяц выступал на очередном концерте.